# Jayang-dong
Jayang-dong é um  bairro (dong) de Gwangjin-gu em Seul, Coreia do Sul.